# 開城工業地區
37°56′N 126°38′E / 37.933°N 126.633°E
開城工業地區（朝鲜语：／ Kaesŏng gongŏp jigu */?），是朝鮮民主主義人民共和國境內一個由大韓民國營運的工業區，又稱為開城工業團地或開城工團地。2000年6月13日至15日，時任朝鮮勞動黨總書記金正日和時任韓國總統金大中在平壤市举行历史性会晤，双方签署了《北南共同宣言》，宣言称朝韩将自主解决国家统一问题，开展各领域的合作交流，举行当局之间的对话。其後共同設立园区，在朝鮮南部建一個開發區，由開城市原板門郡的鳳東里、三鳳里、田齋里組成。

## 概況
從光復後到韓戰完結期間，開城一度是南韓的都市，但在韓戰結束後，由北韓佔領至今。也因此開城是邊境城市，距首爾不足70公里。
由於韓國中小企業當地工人薪金不斷飛昇而被逼外遷到中國大陸、越南及瓜地馬拉等地，所以開城經濟特區的設立，不單促進了兩韓在經濟發展上的合作，亦讓韓國的製造業得以重生，因為朝鲜工人只需要韓國工人不足十分一的工資，與中國大陸相比，亦只須中國大陸的一半。由於開城距離韓國的經濟中心首爾只有70公里，約一小時車程，距離韓國及東北亞的航運及航空業樞紐仁川更只有50公里，有助在工業地區投資的公司更快地把製品送至世界各地。
開城工業中心的開發由現代集團的現代峨山（현대아산）牽頭。現代峨山的總經理邊河政（변하정）表示，對於在開城工業地區投資的韓國企業，利得稅只要10%~14%；而在頭五年更獲免入息稅，其後三年亦獲減免一半。此外，在朝鮮生產的所有商品亦獲韓國海關免除所有關稅，即把產品視為國內生產。
開城工業地區計劃在2004年開始試驗運作。試驗運作成功後，計劃的第一期工程佔地800畝，於2007年6月完工，並於11月開始正式投入運作。至2007年12月，已有251家公司簽約在當地建立工廠，當中已在運作的工廠中，總共聘用了773名以管理階層為主的韓國人及19,513名朝鮮工人。除了韓國資金以外，在當地已投入運作的工廠中，亦包括兩家來自中國大陸及一家來自德國的企業。基於當地的投資，有韓國銀行亦在當地開設分行，當中的一所是友利銀行。
開城工業地區由開城工業地區管理委員會管理。由於開城工業地區比起中國大陸的丹東市有絕對優勢，不少早前韓國企業把在中國山東省（主要在青島市）的投資撤出，轉往朝鮮發展。
運作期間曾因為劃朝韓關係惡化，朝鮮政府曾多次單方面宣佈關閉開城工業地區，包括2008年12月暫停跨境貨運列車和關閉邊境，至2009年8月取消。2010年5月因天安艦事件，朝鮮政府宣示驅逐所有在區內的韓國國民，但消息發佈翌日韓國國民仍批准自由出入該區。

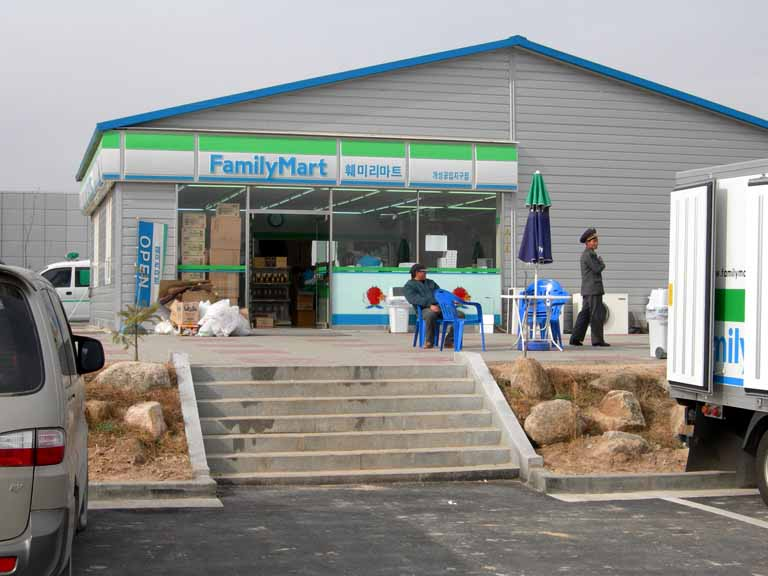
開城特區的FamilyMart

## 2013年關閉及重開
2008年韓國總統李明博2月25日就職後統一部長官金夏中3月19日表示，“如果朝核問題得不到解決，就不能擴大開城工業園區的項目”。朝鮮針鋒相對，2008年3月24日做出回應，突然要求韓國常駐開城工業園南北交流合作辦公室的韓方官員在3天之內全部撤離。27日凌晨，韓國無奈地撤回了全部11名政府官員。
2013年4月3日，朝鮮宣佈暫停准予韓國工人進入開城工業園區，但將准許目前仍停留在園區內的韓國工人離開。同年4月4日，朝鮮宣佈相關韓國企業需於4月10日前撤出開城工業園區。但在当天上午，韓國统一部就否认了这一消息。4月8日，朝鮮單方面宣佈暫時關閉工業園區，並撤走園區內的朝鮮工人。4月26日，韓國统一部宣佈為保障園區內的韓國工人的安全，即時撤走園區內的韓國工人，並分批回國，最後撤離的50名管理層人員會在4月29日回國。4月28日，朝鮮政府發表聲明，指如果開城工業園區完全關閉，韓國將承擔所有責任。4月30日，僅有7名韓方人員因與朝方存在資金結算問題，暫時留在園區，直至5月3日已經全部回到韓國。據韓國媒體報導，關閉開城工業區其實是朝鮮前領導人金正日擔心朝鮮居民受韓國影響所留下的遺訓。
2013年9月16日，開城工業地區重新啟動。此次決定是開城園區南北共同委員會在2013年9月10日至11日，經過連夜舉行會議至凌晨的結果，距離朝鮮於2013年4月3日單方面宣佈關閉後園區，至重開合共166日。委員會同時還就改善通行、通信和通關等「三通」問題並舉行為園區國際化的投資推介會等達成了協議。

## 2016年關閉
2016年2月10日，韩国统一部发表名为《政府有关開城工業地區全面停运的声明》，称为阻止開城工業地區被朝鲜开发核与导弹所利用，保护韩方企业，政府决定全面停止開城工業地區运转，此举被视为韩国对朝鲜实施的严厉经济制裁。2月11日，朝鲜祖国和平统一委员会发表声明，谴责韩国政府全面中断开城工业园区运转，宣布于同日驱逐所有在园区内的韩方人员，封锁开城工业园区附近的军事分界线、朝韩管理区的西海岸陆路，关闭开城工业园区，并将园区划为军事管制区。

## 2018年平壤共同宣言
2018年，大韓民國總統文在寅和朝鮮民主主義人民共和國國務委員會委員長金正恩多次會晤後簽署了板門店宣言、平壤共同宣言，兩次宣言中分別提及了將於開城工業園區設立南北共同聯絡事務所以及在條件允許的時候恢復營運開城工業園區。其中，聯絡事務所一度延後啟用日期，後於2018年9月14日揭牌，但在2020年6月16日被朝鮮炸毀。

## 外部連結
- 開城工業地區管理委員會官方網站 (개성공업지구 관리위원회 공식웹사이트) 